# خاندان جنگ‌جویان ۳
خاندان جنگجویان ۳ یک بازی ویدئویی به سبک هک اند اسلش است که توسط اومگا فورس توسعه یافته و به‌وسیلهٔ کویی (با توزیع توسط تی‌اچ‌کیو برای پلی‌استیشن ۲) منتشر شده‌است. این سومین قسمت در مجموعه بازی‌های خاندان قهرمانان در آمریکای شمالی و دومین در سری شین سانگوکوموسو در ژاپن به‌شمار می‌رود. این یک اسپین آف از بازی ویدیویی Romance of the Three Kingdoms است و بر اساس مجموعه‌ای از کتاب‌هایی به همین نام، نوشته لو گوانژونگ است. این شامل تعدادی از عناصر تخیلی و غیرداستانی از همان دوران در تاریخ چین است که رمانس سه پادشاهی در آن قرار دارد، اما رویدادهای اصلی بخشی از داستان را دنبال می‌کند که چین را تحت حکومت واحد یک پادشاهی متحد می‌کند.
خاندان جنگجویان ۳ اولین بازی از این سری بود که حالت دو نفره و پیشرفت‌های متعدد دیگر را نسبت به خاندان جنگجویان ۲ معرفی کرد. مراحل جدید، شخصیت‌ها، سلاح‌ها، حملات و موسیقی ارائه شده‌است که تجربه ای کاملاً جدید را برای بازیکنی که خاندان جنگجویان ۲ را بازی کرده‌است، معرفی می‌کند. قبل از موتور گیم پلی و موتور گرافیکی نیز به روز شده‌اند و محیط‌ها، بافت‌ها و گرافیک کلی با کیفیت بالاتری را ارائه می‌دهند. تنها یک الحاقیه برای بازی منتشر شد، Dynasty Warriors 3: Xtreme Legends و اولین نسخه از سری Xtreme Legends بود.

## گیم پلی
در خاندان جنگجویان ۳ بازیکن کنترل یک افسر را به دست می‌گیرد و باید سعی کند فرمانده دشمن را شکست دهد. بازیکن باید با شکست دادن سربازان و افسران دشمن و در عین حال تلاش برای زنده نگه داشتن فرمانده خود از مرحله عبور کند. و همچنین صدها سرباز در هر مرحله، رویدادهای مرحله خاصی برای تکمیل وجود دارد که می‌تواند به ارتش بازیکن کمک کند و روحیه آنها را بالا ببرد. روحیه بالاتر به این معنی است که سربازان متفقین بیشتر حمله خواهند کرد و احتمال بیشتری وجود دارد که حملات ترکیبی خود را دنبال کنند. برای ایجاد این امکان، افسران و فرماندهان دارای توانایی‌های مافوق بشری هستند و توانایی کشتن صدها سرباز دشمن را در هر مرحله دارند.
حالت بازی اصلی بازی حالت Musou، حالت داستانی سری خاندان قهرمانان است. هر شخصیت قابل بازی از سه کشور اصلی حالت Musou مخصوص به خود را دارد که از تعدادی مراحل تشکیل شده‌است که شبیه رویدادهای Romance of the Three Kingdoms است. حالت Musou برای هر شخصیت یک داستان خطی است که کاربر نمی‌تواند نحوه پیشرفت داستان را تغییر دهد. پیشروی داستان کائو کائو، لیو بی و سون جیان و افسران پادشاهی مربوطه آنها نزدیکترین رابطه را با داستان عاشقانه سه پادشاهی دارد.
در ابتدا ۱۵ کاراکتر موجود برای بازی وجود دارد، شخصیت‌های جدید و بازگشتی را می‌توان با انجام رویدادهای خاص در طول نبرد یا ملاقات با آنها در حین نبرد باز کرد. هر شخصیت قابل بازی سلاح منحصر به فرد خود را دارد که می‌تواند ارتقا یابد و حداکثر ۴ سطح سلاح را امکان‌پذیر می‌کند. هنگامی که سطح بعدی سلاح به دست می‌آید، قدرت آن از سطح زیر آن بیشتر است و یک حمله اضافی به حداکثر تعداد حملات بازیکن اضافه می‌کند.
آیتم‌ها نیز در طول مراحل مخفی هستند و همچنین می‌توان با شکست افسران به دست آورد. سه نوع آیتم در بازی وجود دارد، آیتم‌های معمولی، آیتم‌های قرمز رنگ و اسلحه‌ها که می‌توانند قبل از شروع مرحله تجهیز شوند و آمار بازیکن را افزایش دهند. آیتم‌های قرمز آیتم‌های تخصصی هستند که باعث ایجاد جلوه خاصی می‌شوند، مانند شروع مرحله سوار بر اسب یا دادن توانایی به بازیکن برای پرتاب تیرهای آتش.
خاندان جنگجویان ۳ دارای یک عنصر نقش‌آفرینی است که در آن بازیکن می‌تواند حمله، دفاع، نوار زندگی یا نوار Musou از شخصیت‌ها را افزایش دهد. این را می‌توان با شکست دادن افسران دشمن و کاپیتان‌های دروازه که آیتم‌هایی را رها می‌کنند که آمار فوق را افزایش می‌دهد به دست آورد. اگرچه جمع‌آوری این آیتم‌ها ضروری نیست، اما در مراحل بعدی با افزایش قدرت دشمنان، برای بازیکن مفید است.
حالت دو نفره (جدید در خاندان جنگجویان ۳) به بازیکنان این امکان را می‌دهد که یا در مبارزات تن به تن رو در رو شوند یا در هر یک از مراحل به صورت مشترک بازی کنند. صفحه به صورت افقی تقسیم می‌شود که پخش کننده یک در بالا و دومی در زیر قرار دارد. در مبارزات تن به تن، آمار شخصیت‌ها به حالت پیش‌فرض کاهش می‌یابد تا امکان نبردی منصفانه را فراهم کند و بیشتر به مهارت بازیکن تکیه می‌کند تا اینکه چه کسی شخصیت قوی‌تری دارد. در بازی مشارکتی، شخصیت‌ها آمار ذخیره شده خود را حفظ می‌کنند، هیچ تغییری در صحنه وجود ندارد و بازیکنان توانایی اجرای نسخه قدرتمندتر حمله Musou (حمله ویژه) را به دست می‌آورند. اگر بازیکنان حمله Musou خود را همزمان در محدوده یکدیگر انجام دهند، حمله یک عنصر رعد و برق به دست می‌آورد و به دشمنانی که ضربه می‌زنند آسیب بیشتری وارد می‌کند.

## طرح

#### تنظیمات
خاندان جنگجویان ۳ در سراسر چین باستان در دوران سه پادشاهی جریان دارد. بازی در زمان سقوط سلسله هان، اندکی پس از مرگ امپراتور لینگ آغاز می‌شود، زمانی که رهبر راه صلح، ژانگ جیائو، قیام علیه امپراتوری را رهبری کرد.
تاریخ چین و اغلب شخصیت‌ها و شخصیت آنها را اغراق می‌کند. به عنوان مثال، لو بو به عنوان یک دیوانهٔ بی نظیر و خشن به تصویر کشیده شده‌است. گزارش شده‌است که بیشتر وقایع و مراحل در دوران سه پادشاهی در جریان مبارزه قدرت رخ داده‌است. سه پادشاهی عمدتاً درگیر، شو، وو و وی، هر کدام به دنبال قدرت کافی برای سرنگونی دو پادشاهی دیگر و متحد کردن چین تحت حکومت خود بودند. اگرچه داستان در خاندان قهرمانان از این نظر که وقایع تاریخی را به‌طور دقیق دنبال نمی‌کند، بی نقص نیست، اما برای اینکه بازی بیشتر قابل بازی باشد و کمتر تکرار شود، تغییر کرده‌است. به عنوان مثال، تعدادی از شخصیت‌های بازی در بازه زمانی که بازی تنظیم می‌شود مردند، اما همچنان در مراحل بعدی ظاهر می‌شوند. این بازی دارای محیط‌هایی شبیه به چین باستان و آیتم‌های مختلفی از دوران مانند شراب پری و دیم سام است.
همچنین عرفان را لمس می‌کند زیرا برخی از شخصیت‌ها (ژوگه لیانگ، سیما یی، پانگ تانگ) یا عناصر جادویی در حملات خود دارند یا حملات کاملاً جادویی.

#### مراحل
بسیاری از مراحل بازسازی نبردهای قابل توجهی است که به صورت تاریخی یا از رمان عاشقانه سه پادشاهی وجود دارد، در حالی که خلاقیت‌های اصلی با قسمت‌های جدیدتر رایج‌تر شدند.

#### شخصیت‌ها
| دودمان شو   | سائو وی     | ووی شرقی        | دیگر       |
| گوان یو     | سائو سائو   | Da Qiao         | Diao Chan  |
| Huang Zhong | Dian Wei    | Gan Ning        | Dong Zhuo  |
| Jiang Wei   | سیما یی     | Huang Gai       | فو هسی     |
| لیو بی      | Xiahou Dun  | Lu Meng         | لو بو      |
| Ma Chao     | Xiahou Yuan | Lu Xun          | Meng Huo   |
| Pang Tong   | Xu Huang    | سون تسه         | نیو کوآ    |
| Wei Yan     | Xu Zhu      | سون جیان        | یوآن شائو  |
| جانگ فی     | Zhang He    | سون کوان        | Zhang Jiao |
| جائو یون    | Zhang Liao  | Sun Shang Xiang | Zhu Rong   |
| ژوگه لیانگ  | Zhen Ji     | Taishi Ci       |            |
|             |             | Xiao Qiao       |            |
|             |             | Zhou Yu         |            |

شخصیت‌های خاندان جنگجویان ۳ حول شخصیت‌های واقعی و نیمه تخیلی از رمانس سه پادشاهی و آن دوره هستند، جایی که برخی از شخصیت‌ها و ویژگی‌های شخصیت‌ها اغراق‌آمیز شده‌اند و برخی از آنها نسبتاً به رمان وفادار هستند. زنان آن دوران در هیچ‌یک از نبردها شرکت نکردند اما تعدادی شخصیت زن قابل بازی در بازی وجود دارد (دیائو چان، شیائو کیائو، دا کیائو، ژن جی، سان شانگ شیانگ، ژو رونگ، نو وا). زو رونگ و نو وا استثنا هستند زیرا گفته می‌شود زو رونگ تنها زنی است که در آن دوران جنگیده‌است و شخصیت نو وا تخیلی و بر اساس اسطوره‌های باستانی است.

## نقدها و نمرات
این بازی پس از اعلام انتشار آن به دلیل ویژگی‌های جدید و پیشرفت‌های جدید این سری بسیار مورد انتظار بود. پس از انتشار با استقبال مثبت تا متوسط روبه‌رو شد. گیم‌رنکینگز و متاکریتیک به آن امتیاز ۷۷٪ و ۷۸ از ۱۰۰ را برای نسخه پلی استیشن ۲ و ۷۶٪ و ۷۰ از ۱۰۰ را برای نسخه ایکس‌باکس داده‌اند.
در کمتر از چهار ماه، بیش از ۱ میلیون نسخه از خاندان جنگجویان ۳ در آمریکای شمالی و ژاپن به فروش رسید و آن را به اولین بازی کویی تبدیل کرد که از یک میلیون فروش بر روی یک پلتفرم عبور کرد و آن را به عنوان پلاتینیوم تبدیل کرد. نه تنها این، بلکه برای پنج هفته متوالی در صدر جدول فروش قرار گرفت و بر اساس فامیتسو نهمین بازی پرفروش سال ۲۰۰۱ قرار گرفت.
خاندان جنگجویان ۳ هنوز تعدادی از ویژگی‌های بدی که در بازی قبلی وجود داشت مانند مه پاش و صداپیشگان انگلیسی بی کیفیت را حفظ کرده‌است. اگرچه صداهای انگلیسی ضعیف بودند (در بین طرفداران سریال جایگاهی شبیه به فرقه پیدا کرده‌اند) بازیکن این انتخاب را دارد که صداهای ژاپنی را روشن کند و کیفیت بسیار بالاتری در نظر گرفته می‌شود. آی‌جی‌ان به شدت از نسخه ایکس‌باکس به خاطر صدا، موسیقی و صداگذاری انتقاد کرد. علیرغم تعدادی از نکات منفی که در طول بررسی به آن اشاره شد، امتیاز ۶٫۸/۱۰ را به دست آورد و منتقد دید که پتانسیل تبدیل شدن به یک بازی بسیار خوب را دارد.
فامیتسو نسخه ۳۴ از ۴۰ را برای پلی‌استیشن ۲ ارائه کرد. چی کونگ لوی از GameCritics.com به ایرادات صوتی و گرافیکی نگاه کرد و بیشتر روی گیم پلی و تنظیمات تمرکز کرد و امتیاز بالای ۹/۱۰ را به دست آورد. او تا چه اندازه بازی را بر اساس داستان اصلی Romance of the Three Kingdoms ستایش کرد و حتی تا آنجا پیش رفت که گفت: «تمام لباس‌های مدل‌های سه‌بعدی از لحاظ قومیتی معتبر و زیبا هستند» در حالی که تعدادی از نقدها گرافیکی را توصیف کردند. کیفیت به عنوان ساده و تار بودن (مانند بررسی آی‌جی‌ان). همچنین قابل توجه است که بررسی آی‌جی‌ان بر اساس نسخه پلی‌استیشن ۲ بود که در مقایسه با نسخه ایکس‌باکس مه و کندی بیشتری دارد (مخصوصاً در چند نفره) و اینها دو ایراد سنگین او در بازی بودند.

#### جوایز
در ۶ مارس ۲۰۰۳، خاندان جنگجویان ۳ جایزه «بهترین انیمیشن کلی بازی» مجله انیمیشن را دریافت کرد. این اولین جایزه کوئی برای بازی Dynasty Warriors بود.

## بسته‌ها

#### Dynasty Warriors 3: Xtreme Legends
Dynasty Warriors 3: Xtreme Legends چندین ویژگی جدید را به Dynasty Warriors 3 اضافه کرد، از جمله آیتم‌های جدید و امکان شخصی‌سازی کامل محافظ‌ها. Xtreme Legends همچنین یک حالت Musou را برای شخصیت‌های قابل بازی که به وو، وی یا شو تعلق نداشتند (Diao Chan, Lu Bu, Zhang Jiao, Dong Zhuo, Yuan Shao, Zhu Rong و Meng Huo) در نظر گرفت. Xtreme Legends همچنین به بازیکنان اجازه می‌دهد برای هر شخصیت یک سلاح سطح پنجم به دست آورند و دو سطح دشواری جدید را اضافه کنند: مبتدی و متخصص. (در غیر این صورت در بازی به ترتیب «مبتدی» و «بسیار سخت» نامیده می‌شود)
پخش کننده همچنین می‌تواند در حین پخش Xtreme Legends با استفاده از گزینه "Load Original" محتوا را از دیسک DW3 وارد کند. اگر به تنهایی پخش شود، DW3:XL فقط سناریوها و حالت‌های Musou خود را دارد. با این حال، می‌تواند داده‌ها را از یک فایل DW3 که قبلاً ذخیره شده روی کارت حافظه کپی کند، اما فقط در صورتی که قبل از ایجاد داده‌های ذخیره DW3:XL از قبل یک داده DW3 وجود داشته باشد.